# Morcant
 Morcant roi brittonique qui règne dans un royaume du Hen Ogledd,  fl. décennie 580. 

## Contexte
Selon sa généalogie détaillée dans les Harleian genealogies, Morcant est le fils de Coledauc ap Morcant, le petit-fils et homonyme de Morcant Bulc et un descendant de Garbanion ap Coel le fils de Coel Hen, il règne dans la seconde moitié du VIe siècle:
[M]orcant map Coledauc map Morgant bulc map Cincar braut map Bran hen, map dumngual moilmut map Garbaniaún map Coyl hen map Guotepauc map Tecmant map Teuhant map Telpuil map Vrban map Grat map Iumetel map Ritigirn map Oudecant map Outigir map Ebiud map Eudos map Eudelen map Aballac map Beli et anna. 
Il est probablement identifiable avec l'avare roi Morken qui règne sur un royaume brittonique localisé dans la région de la Clyde et qui apparaît dans les premières années du ministère du futur saint Kentigern vers la décennie 580. Morken a sans doute agrandi le royaume de son grand-père entre celui des Votadini d'Edinbourg et celui d'Alclud, ce qui est la cause du conflit qui l'oppose à Urien de Rheged à l'issue duquel Morcant fait assassiner ce dernier - dont il jalouse le succès militaire contre les Angles à Bamburgh - par Llofan Llaw Ddifro (c'est-à-dire: Lovan à la main apatride). Lorsque Kentigern demande à Morken d'approvisionner la nouvelle communauté qu'il a établie à Glasgow, ce dernier refuse, prétextant que si le Dieu de Kentigern est puissant, il pourvoira à leurs besoins. Après une prière de Kentigern, la rivière Clyde et ses flots détruisent les champs de blé de Morken. Ce dernier, furieux, est déterminé à expulser Kentigern de ses domaines mais il semble être mort d'une maladie au pied qui emporte ses descendants après lui. 
Les relations entre Urien et Morcant ont fait l'objet de nombreux commentaires. Ainsi, une hypothèse a pu être avancée, selon laquelle Morcant pourrait être le prototype de Mordred, dont l'appétit de puissance et de pouvoir provoque la fin du légendaire roi Arthur.